# نیدرلند (تگزاس)
نیدرلند، تگزاس(به انگلیسی: Nederland, Texas) شهری در ایالت تگزاس از ایالات جنوبی ایالات متحده آمریکا است. در سرشماری سال ۲۰۰۰، جمعیت این شهر ۱۷۴۲۲ نفر اعلام شد.